# Florence Henderson
Florence Agnes Henderson (ur. 14 lutego 1934 w Dale w Indianie, zm. 24 listopada 2016 w Los Angeles) – amerykańska aktorka i piosenkarka.
Zdobyła sławę jako Carol Brady w serialu telewizyjnym The Brady Bunch nadawanej w latach 1969-1974. Na kanale Network Cable RLTV prowadziła The Florence Henderson Show.